# عصفلدين موشوري الثمار
العِصْفَلْدِين موشوري الثمار (باللاتينية: Asphodeline prismatocarpa) نوع نباتي ينتمي إلى جنس العِصْفَلْدِين من الفصيلة الزانثوروية (باللاتينية: Xanthorrhoeaceae).

## الموئل والانتشار
الموئل الأصلي لهذا النوع تركيا.